# Полоска нескошенных диких цветов
«Полоска нескошенных диких цветов» (укр. Смужка нескошених диких квітів) — украинский детский драматический фильм 1979 года режиссёра Юрия Ильенко, снятый на Киевской киностудии им. А. П. Довженко. Экранизация повести Олеся Гончара «Бригантина».
Премьера состоялась 14 января 1980 года. Фильм посмотрели 2 000 000 зрителей.

## Сюжет
Два подростка, Гена и Порфир, оказываются в специальной школе для трудновоспитуемых. Гена не прощает своему отцу второй брак после смерти матери, а Порфир никогда не видел своего отца и живёт с обидой на свою судьбу. Они оба пытаются бежать из школы, но возвращаются благодаря тому, что директор школы проявляет такт и доверие к ним. Он создаёт «барьер совести» — полоску нескошенных диких цветов вокруг лагеря, что символизирует свободу и возможность начать все с чистого листа. Ребята возвращаются в школу, осознавая, что им нужно принять свои ошибки и недостатки, чтобы двигаться дальше.

## Роли исполняют
- Юра Маджула — Порфир Кульбака
- Алёша Черствов — Гена Буткевич
- Регимантас Адомайтис — директор спецшколы и дядя Иван
- Зинаида Славина — Оксана Кульбака
- Людмила Ефименко — Марыся Павловна
- Юрий Мажуга — Антон Герасимович Тритузный
- Полина Нятко-Табачникова — завуч
- Василий Фущич — физорг
- И. Абрамович — браконьер
- Сергей Бржестовский — браконьер
- А. Иванов — браконьер

### В эпизодах
- В. Козлов
- В. Асаушкин
- И. Бабенко
- С. Берёза
- Ольга Василенко
- С. Ковалёв
- Анатолий Овчаренко
- В. Одинцов
- С. Путренко
- И. Селищев
- В. Серебрянников
- Г. Цыкул
- Геннадий Болотов
- Агафья Болотова
- Екатерина Брондукова
- Евгений Коваленко
- Е. Комкова
- Семён Котляренко
- Людмила Лобза — мамаша
- Н. Приходько
- А. Скачков
- Пётр Филоненко — милиционер
- В. Хорошко
- Н. Гончар
- И. Галкин
- О. Олейник

В съёмках фильма принимали участие педагоги, воспитатели и воспитанники камышевахской и корсунской спецшкол.

## Съёмочная группа
- Авторы сценария: Олесь Гончар, Юрий Ильенко
- Режиссёр-постановщик: Юрий Ильенко
- Оператор-постановщик: Андрей Владимиров
- Художник-постановщик: Сергей Бржестовский
- Композитор: Эдуард Артемьев
- Автор текста песни: Дмитро Павлычко
- Звукооператор: Рива Бисноватая
- Режиссёр: Владимир Горпенко
- Операторы: А. Найда, Юрий Тимощук
- Художник-декоратор: Александр Шеремет
- Художник по костюмам: И. Вакуленко
- Художник-гримёр: Алла Бржестовская
- Монтажёр: Элеонора Суммовская
- Ассистенты режиссёра: Л. Хорошко, В. Морозкин
- Ассистент оператора: Виктор Лысак
- Ассистент художника: С. Ковалёв
- Комбинированные съёмки:
  - Оператор: Б. Серёжкин
  - Художник: Михаил Полунин
- Консультанты: Е. Березняк, М. Репа
- Редактор: В. Юрченко
- Директор картины: Николай Весна
- Государственный симфонический оркестр кинематографии СССР:
  - Дирижёр: Юрий Серебряков

## Литературная основа
Фильм снят по мотивам повести Олеся Гончара «Бригантина», изданной в 1973 году.

## Награды
- Специальный диплом жюри кинофестиваля детских и юношеских фильмов в Ивано-Франковске (1981)[3]